# Насименту, Дебора
Дебора дос Сантос Насименту (порт.-браз. Débora dos Santos Nascimento; род. 16 июня 1985, Сузану) — бразильская актриса и модель.

## Биография
Дебора Насименту родилась летом 1985 года в Сузану, Сан-Паулу. Дебора является потомком африканцев, итальянцев и индейцев. Когда ей исполнилось пятнадцать лет, девушка вышла на подиум. Она посвятила модельному бизнесу пять лет своей жизни.

### Карьера
В 2007 году состоялся её кинодебют в многосерийном проекте «Тропический рай» (Paraíso Tropical), и начинающая актриса не осталась незамеченной даже в Голливуде: вскоре Дебора Насименту отправилась в Соединённые Штаты, чтобы принять участие в съёмках боевика «Невероятный Халк» (The Incredible Hulk).
В 2008 году Дебора Насименту появилась в откровенной фотосессии для журнала Universo Masculino, а также подписала контракт с косметической маркой L’Oréal Paris.
В 2012 году Дебора Насименту предстала в образе Тессалии в нашумевшей многосерийной мелодраме «Проспект Бразилии» (Avenida Brasil).
На съёмочной площадке актриса встретила Жозе Лорету (José Loreto), роман с которым поставил точку в её трёхлетних отношениях с супругом, бизнесменом Артуром Рэнжелом.